# Crèmerugspecht
De crèmerugspecht (Campephilus leucopogon) is een vogel uit de familie Picidae (Spechten).

## Verspreiding en leefgebied
Deze soort komt voor van centraal Bolivia en westelijk Paraguay tot noordwestelijk Uruguay en noordelijk centraal Argentinië.

## Status
De grootte van de populatie is niet gekwantificeerd maar de soort wordt omschreven als niet algemeen voorkomend. Op de Rode lijst van de IUCN heeft deze soort de status niet bedreigd.